# Kantáros cinege
A kantáros cinege (Baeolophus wollweberi) a verébalakúak (Passeriformes) rendjébe, ezen belül a cinegefélék (Paridae) családjába tartozó kis termetű, 12-13 centiméter hosszú madárfaj.
Az Amerikai Egyesült Államok és Mexikó hegyvidéki örökzöld vegyes erdőiben él. Ősztől tavaszig a hegyekből lentebbi vidékekre ereszkedik. Rovarokkal, magokkal és gyümölcsökkel táplálkozik. Természetes úton keletkezett vagy harkályok által elhagyott faodúkban fészkel. Áprilistól júniusig költ.

## Alfajai
- B. w. vandevenderi (Rea, 1986) – az Amerikai Egyesült Államok délnyugati részén;
- B. w. phillipsi (van Rossem, 1947) – az Amerikai Egyesült Államok délnyugati és Mexikó északnyugati részén;
- B. w. wollweberi (Bonaparte, 1850) – Mexikó középső és déli részén;
- B. w. caliginosus (van Rossem, 1947) – Mexikó délnyugati részén.